# Їїн
Їїн (башк. Йыйын) — народне зібрання башкирів, орган самоврядування племені або роду, народне свято.

## Опис
Їїн є надавнішим башкирським святом. Громадські збори у святковій формі, що відображають обрядову культуру і суспільні відносини, що склалися у башкирів-кочівників в надрах первіснообщинного ладу. Їїн виник як орган родоплемінного самоврядування громади, у функції якого входило вирішення проблем війни і миру, уточнення меж родоплемінних територій, порядку перекочувань, залагодження міжродових суперечок, непорозумінь.

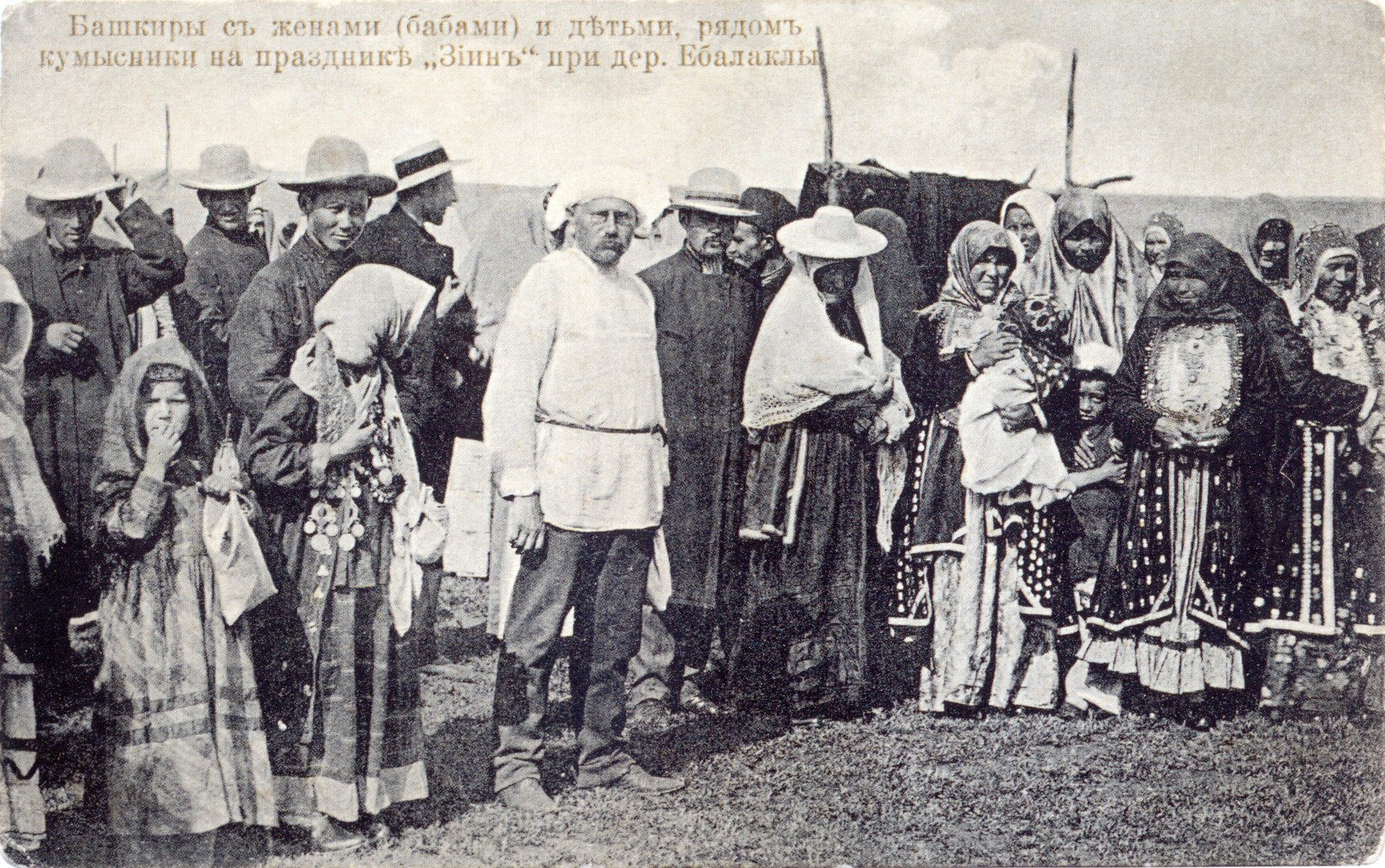
Башкири на святі їїн. Початок ХХ століття, с. Ябалакли

У роботі їїну брали участь лише дорослі чоловіки. Особливу роль на їїн грали старійшини роду — аксакали. Їх слово було вирішальним. Аксакали призначали день свята, що збігається з часом перекочівлі, збирали кошти на його проведення, виконували суддівські функції при визначенні переможців. І пізніше, при переході до осілого способу життя, основні риси їїн збереглися.
Їїнові передувала рада аксакалів (курултай) з правом вирішального голосу. Їїн завершувався святами з запрошенням гостей. Введення волосного управління із середини XVI століття призвело до втрати їїном функцій самоврядування.
До XVIII століття їїн перетворився на свято, проведене у певний час року. Святкова площа оформлялася у вигляді кола, символом рівності членів роду була спільна трапеза, частування з одного котла. У башкирів дотримувався принцип рівного розподілу частування: розпивання кумису з однієї чаші, пущеної по колу, роздача м'яса рівними частками та ін. На святі проводилися змагання серед юнаків. Перемога висувала молоду людину в число шанованих членів громади. У вечірній час молодь влаштовувала «киске уйын» (буквально — «вечірні ігри»).
У південних башкирів словом «їїн» називають весільні урочистості, прийом і частування гостей перед від'їздом нареченої, у північних він проводиться як ярмарок.
У даний час у Башкортостані та Оренбурзькій області відроджується традиція проведення їїнів.